# Щуковидные усачи
Щуковидные усачи (лат. Luciobarbus) — род лучепёрых рыб из семейства карповых. Насчитывает около 40 видов. Щуковидные усачи обитают в пресных и солоноватых водах южной Европы, северной Африки, на Ближнем Востоке, в Аральском и Каспийском морях, а также во впадающих в них реках. Несколько видов этого рода находятся под угрозой исчезновения. Большинство видов — мелкие или средние карповые, но несколько видов могут достигать 1 м в длину. Самый крупный вид, Luciobarbus esocinus, может достигать 2,3 м.

## Таксономия
Типовой вид — Luciobarbus esocinus, для которого род был установлен Иоганном Якобом Геккелем в 1843 году. Научное название лат. Luciobarbus по сути означает «щука-усач» по северной щуке (Esox lucius).

## Систематика
Род Luciobarbus долгое время был включён в Barbus. Род является близким родственником типичных усачей, которые включают типовой вид рода Barbus barbus — Обыкновенный усач. От европейских карповых рода Barbus отличается, прежде всего, вытянутым рылом . Некоторые авторы предпочитают считать Luciobarbus подродом Barbus. Несмотря на таксономию и систематику этого плохо определённого сообщества, их ближайшим ныне живущим родственником, вероятно, является Aulopyge huegelii.  

## Виды
В настоящее время признаются следующие виды рода:

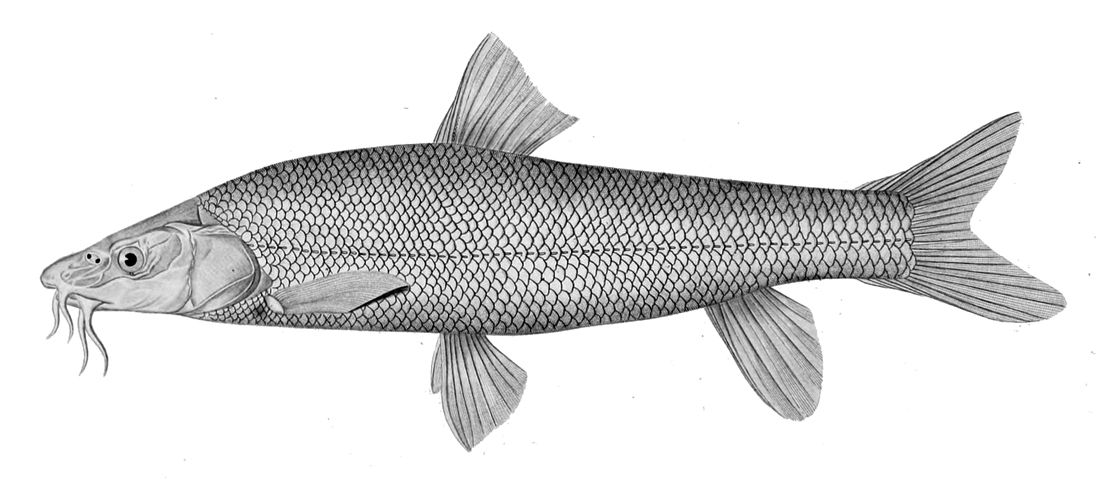
Luciobarbus capito

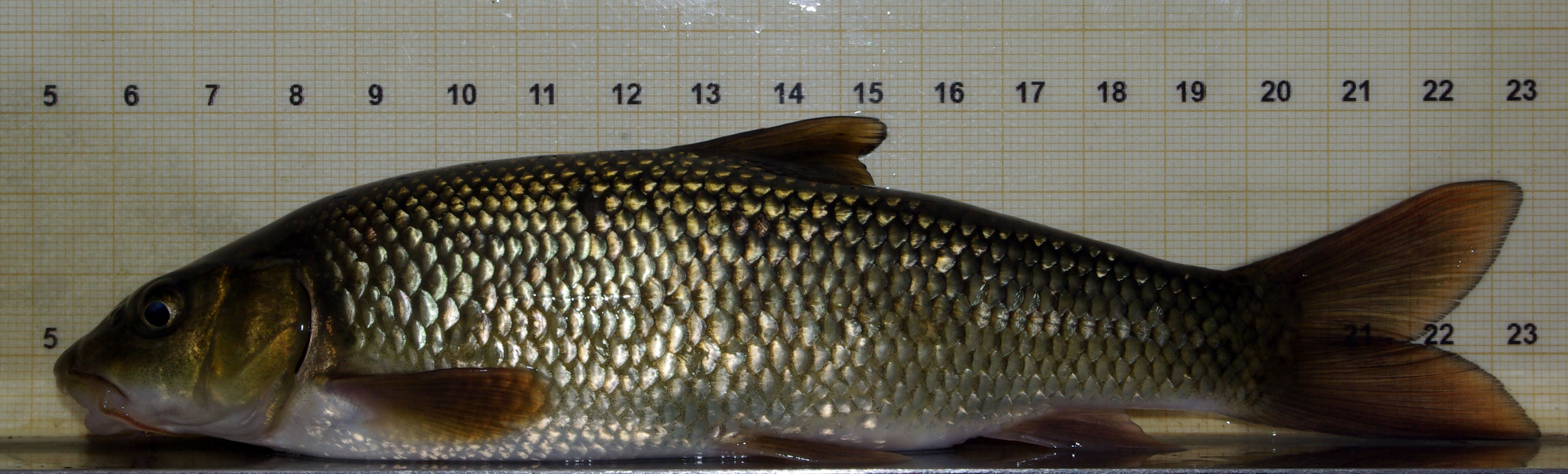
Luciobarbus graellsii

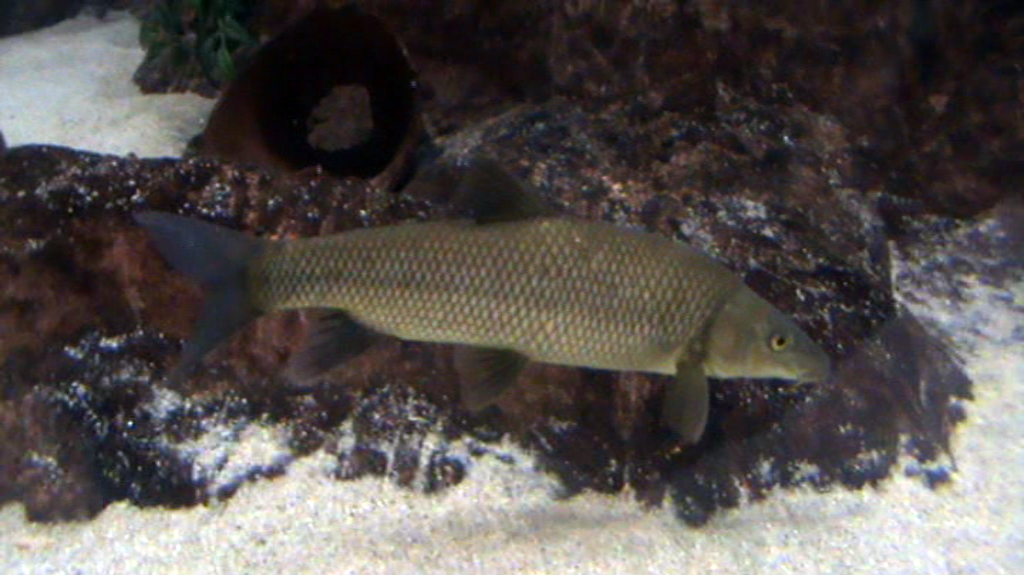
Luciobarbus microcephalus

Luciobarbus sclateri

- Luciobarbus albanicus (Steindachner, 1870)
- Luciobarbus amguidensis (Pellegrin 1934)
- Luciobarbus antinorii (Boulenger, 1911)
- Luciobarbus barbulus (Heckel, 1847)
- Luciobarbus biscarensis (Boulenger 1911)
- Luciobarbus bocagei (Steindachner, 1864)
- Luciobarbus brachycephalus Kessler, 1872 — Короткоголовый усач
- Luciobarbus callensis (Valenciennes, 1842)
- Luciobarbus capito (Güldenstädt, 1773)
- Luciobarbus caspius (Berg, 1914)
- Luciobarbus chelifensis Brahimi, Freyhof, Henrard & Libois, 2017
- Luciobarbus comizo (Steindachner, 1864)
- Luciobarbus conocephalus (Kessler, 1872)
- Luciobarbus esocinus Heckel, 1843
- Luciobarbus figuigensis (Pellegrin, 1913)
- Luciobarbus graecus (Steindachner, 1895)
- Luciobarbus graellsii (Steindachner, 1866)
- Luciobarbus guercifensis Doadrio, Perea & Yahyaoui, 2016
- Luciobarbus guiraonis (Steindachner, 1866)
- Luciobarbus issenensis (Pellegrin, 1922)
- Luciobarbus kersin (Heckel, 1843)
- Luciobarbus ksibi (Boulenger, 1905)
- Luciobarbus lanigarensis Brahimi, Libois, Henrard & Freyhof, 2018
- Luciobarbus lepineyi (Pellegrin, 1939)
- Luciobarbus leptopogon G. H. W. Schimper, 1834
- Luciobarbus longiceps Valenciennes, 1842
- Luciobarbus lorteti (Sauvage 1882)
- Luciobarbus maghrebensis Doadrio, Perea & Yahyaoui, 2015
- Luciobarbus magniatlantis (Pellegrin, 1920)
- Luciobarbus mascarensis Brahimi, Freyhof, Henrard & Libois, 2017
- Luciobarbus massaensis (Pellegrin,, 1922)
- Luciobarbus microcephalus (Almaça, 1967)
- Luciobarbus mursa (Güldenstädt, 1773)
- Luciobarbus mystaceus (Pallas, 1814)
- Luciobarbus nasus (Günther, 1874)
- Luciobarbus numidiensis Brahimi, Libois, Henrard & Freyhof, 2018
- Luciobarbus pallaryi (Pellegrin, 1920)
- Luciobarbus pectoralis (Heckel, 1843)
- Luciobarbus rabatensis Doadrio, Perea & Yahyaoui, 2015
- Luciobarbus rifensis Doadrio, Casal-López & Yahyaoui, 2015
- Luciobarbus sclateri (Günther, 1868)
- Luciobarbus setivimensis (Valenciennes, 1842)
- Luciobarbus steindachneri (Almaça, 1967)
- Luciobarbus subquincunciatus (Günther, 1868)
- Luciobarbus xanthopterus Heckel, 1843 (Yellowfin barbel)
- Luciobarbus yahyaouii Doadrio, Casal-López & Perea, 2016
- Luciobarbus zayanensis Doadrio, Casal-López & Yahyaoui 2016